# Agregat acicular

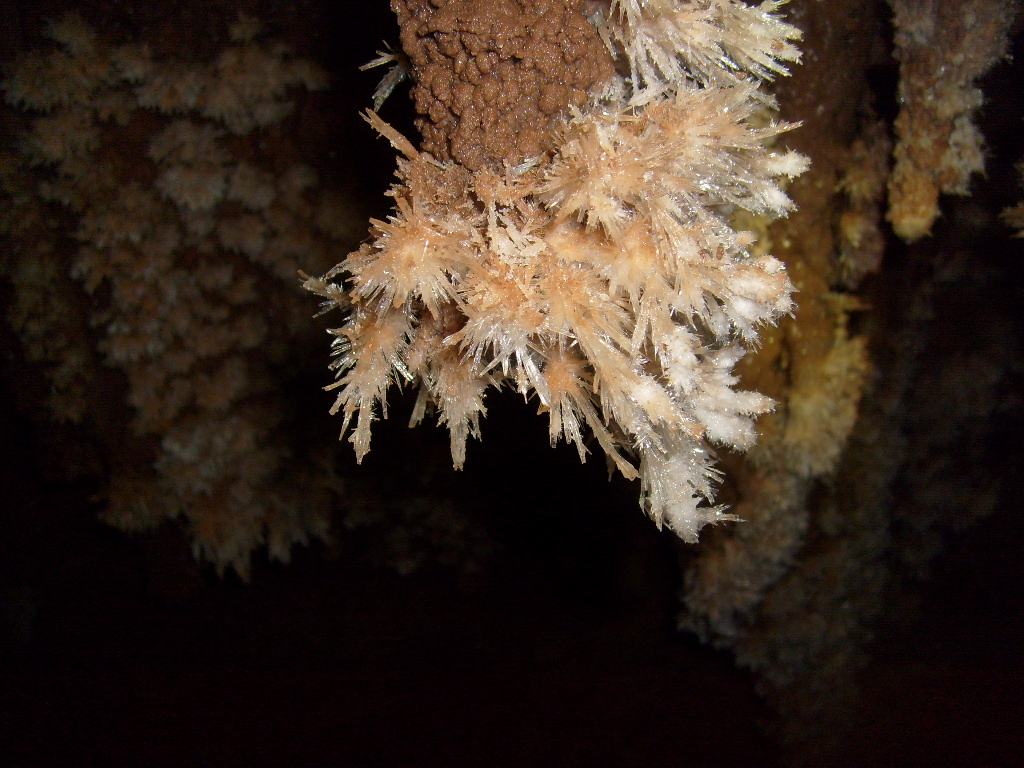
Agregat acicular a les Grottes de Presque, Saint-Médard de Presque

Un agregat acicular és un tipus d'espeleotema consistent en agrupacions de cristalls en forma d'agulla de carbonat de calci generalment en forma de mineral aragonita, però també és habitual trobar precipitada calcita a la part proximal i aragonita a la distal. Tradicionalment s'agrupaven juntament amb les antodites a causa del seu aspecte semblant, però en les noves classificacions es classifiquen com a dos tipus diferents d'espeleotemes reservant el terme antodita pels agregats els quals cristalls tenen un canal central i agregat acicular quan aquest canal no hi és.